# William Ewing Hester
William Ewing Hester (* 12. Mai 1912 in Hazlehurst, Mississippi; † 8. Februar 1993 in Jackson, Mississippi) war ein US-Amerikaner und Präsident der United States Tennis Association (USTA).

## Biographie
William „Slew“ Hester wurde im US-Bundesstaat Mississippi geboren und spielte selbst Tennis und American Football. Während des Zweiten Weltkriegs diente er in der US Army und bekam den Bronze Star verliehen. Er war 1. Vizepräsident der USTA unter den Präsidenten Alastair Martin und Stan Malless in den Jahren 1974 bis 1976. Danach trat er selbst die Präsidentschaft (1977/78) an. 1981 erfolgte für seine Verdienste die Aufnahme in die International Tennis Hall of Fame. Hester starb 1993 in Jackson, Mississippi.